# Yankee Doodle

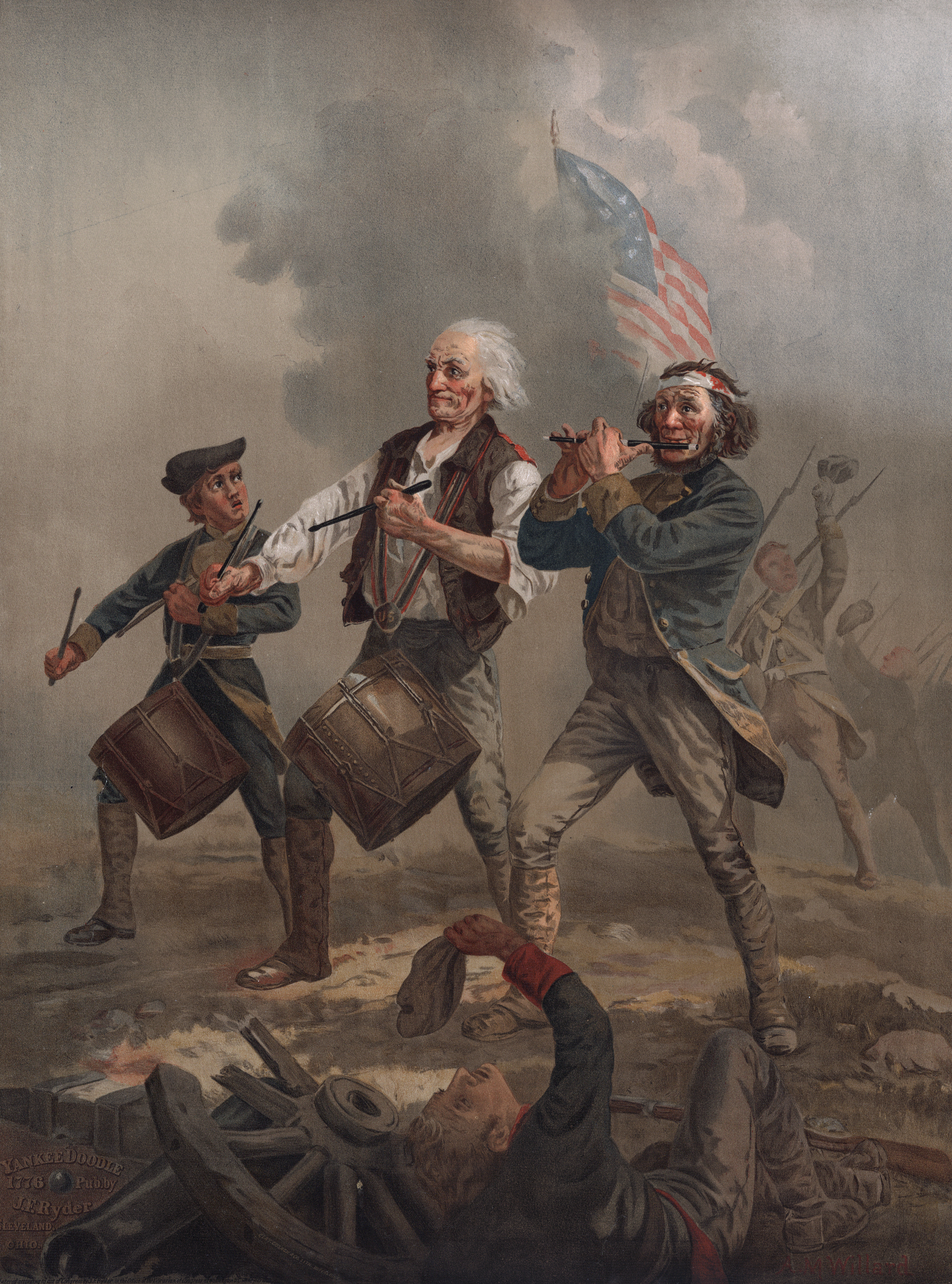
Archibald Willard: Duch roku '76, obraz přezdívaný Yankee Doodle

„Yankee Doodle“ je známá anglo-americká píseň. Vznikla mezi britskými vojáky za sedmileté války, později ji jako symbol vlastenectví přejali američtí revolucionáři. Je také státní hymnou Connecticutu.

## Historie
Píseň Yankee Doodle vznikla v době krátce před americkou válkou za nezávislost mezi britskými důstojníky. Nápěv je pravděpodobně převzat z anglické ukolébavky Lucy Locket a původní slova se vysmívají neohrabaným "Yankeeům", obyvatelům Třinácti kolonií, po jejichž boku Britové bojovali ve francouzsko-indiánské válce. Jedna z verzí textu například popisuje směšné poměry v americkém vojenském ležení – autorství této verze bývá připisováno britskému armádnímu lékaři Richardu Shuckburghovi.
Během války za nezávislost se písně – navzdory jejímu pejorativnímu zabarvení – ujali sami Yankeeové a udělali z ní symbol svého vlastenectví, jak ukazuje například obraz A. Willarda Duch roku '76.
Píseň se zároveň stala oficiální hymnou státu Connecticut. Je také každodenně hrána vždy na začátku a na konci vysílání rozhlasové stanice Hlas Ameriky.

## Slova
V průběhu let se vynořilo spoustu rozličných verzí textu, satirických nebo vysmívajících se druhé straně ve válce za nezávislost. Nakonec vzniklo snad na 190 různých slok; vůbec nejznámější americká vlastenecká verze zní:

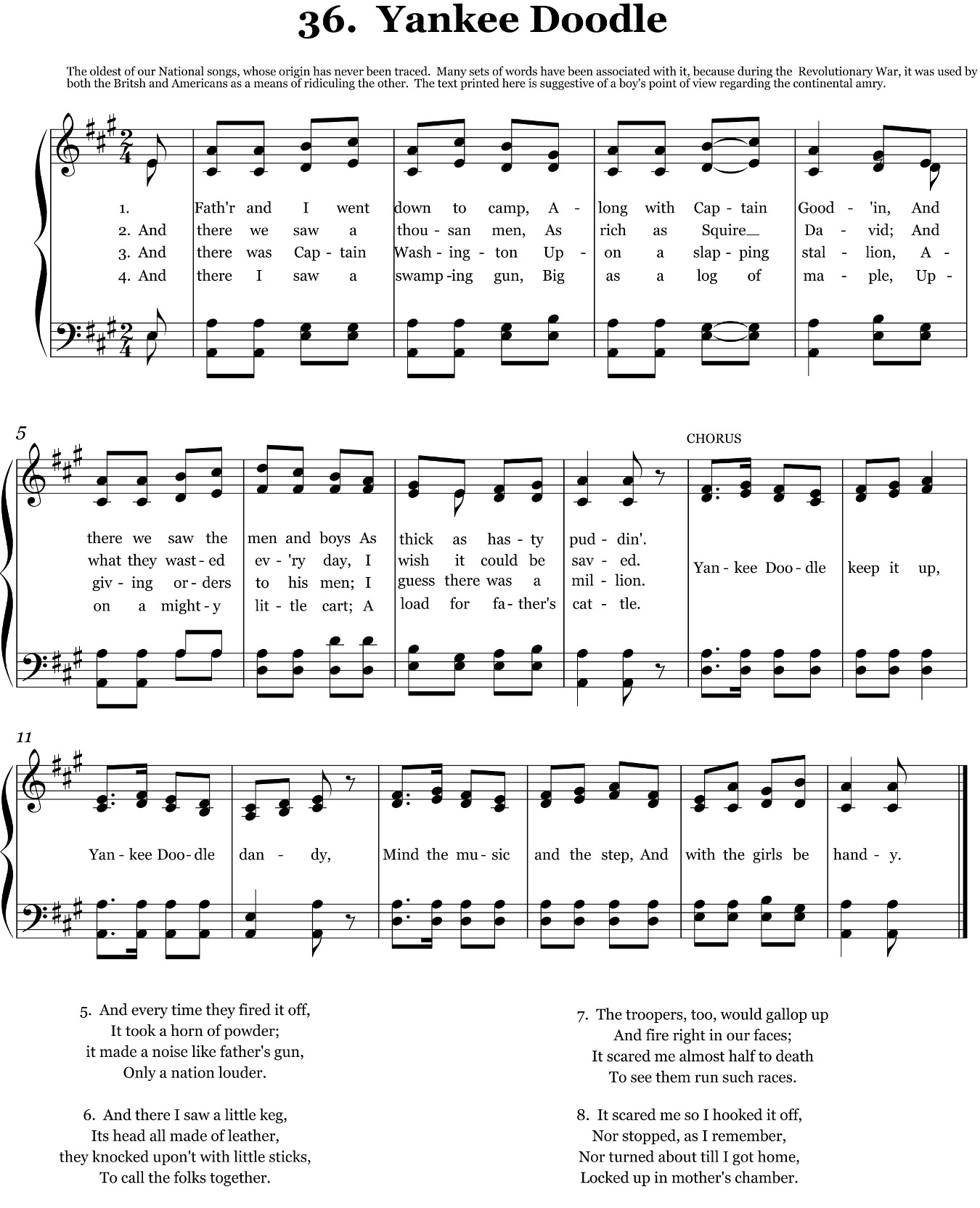
Noty k písni

Yankee Doodle went to town
A-riding on a pony,
He stuck a feather in his hat
And called it macaroni.
R. Yankee Doodle, keep it up!
Yankee Doodle dandy,
Mind the music and the step
And with the girls be handy!
Fath'r and I went down to camp,
Along with Captain Gooding,
And there we saw the men and boys
As thick as hasty pudding. R. Yankee Doodle...
And there we saw a thousand men
As rich as Squire David,
And what they wasted every day,
I wish it could be saved. R.
The 'lasses they eat it every day,
Would keep a house a winter;
They have so much, that I'll be bound,
They eat it when they've mind to. R.
And there I see a swamping gun,
Large as a log of maple,
Upon a deuced little cart,
A load for father's cattle. R.
And every time they shoot it off,
It takes a horn of powder,
and makes a noise like father's gun,
Only a nation louder. R.
I went as nigh to one myself
As 'Siah's inderpinning;
And father went as nigh again,
I thought the deuce was in him. R.
Cousin Simon grew so bold,
I thought he would have cocked it;
It scared me so I shrinked it off
And hung by father's pocket. R.
And Cap'n Davis had a gun,
He kind of clapt his hand on't.
And stuck a crooked stabbing iron
Upon the little end on't. R.
And there I see a pumpkin shell
As big as mother's bason,
And every time they touched it off
They scampered like the nation. R.
I see a little barrel too,
The heads were made of leather;
They knocked on it with little clubs
And called the folks together. R.
And there was Cap'n Washington,
And gentle folks about him;
They say he's grown so 'tarnal proud
He will not ride without em'. R.
He got him on his meeting clothes,
Upon a slapping stallion;
He sat the world along in rows,
In hundreds and in millions. R.
The flaming ribbons in his hat,
They looked so tearing fine, ah,
I wanted dreadfully to get
To give to my Jemima. R.
I see another snarl of men
A digging graves they told me,
So 'tarnal long, so 'tarnal deep,
They 'tended they should hold me. R.
It scared me so, I hooked it off,
Nor stopped, as I remember,
Nor turned about till I got home,
Locked up in mother's chamber. R.

Kratší, "dětská" verze písně, která se například vyučuje v amerických školách, zní:
Yankee Doodle went to town
A-riding on a pony,
Stuck a feather in his cap
And called it macaroni.
R. Yankee Doodle, keep it up!
Yankee Doodle dandy,
Mind the music and the step
And with the girls be handy!
Father and I went down to camp,
Along with Captain Gooding,
And there we saw the men and boys
As thick as hasty pudding. R. Yankee Doodle...
There was Captain Washington,
Upon a slapping stallion,
Giving orders to his men,
I guess there were a million. R. Yankee Doodle...

## Překlad a vysvětlení

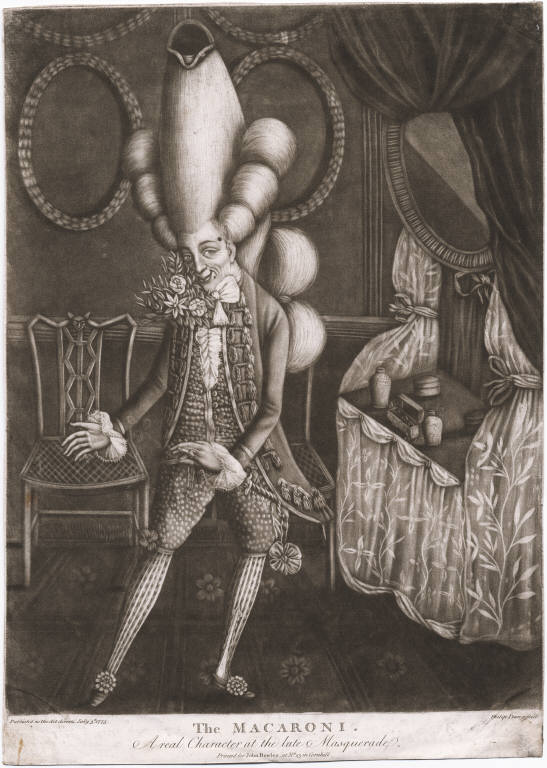
Macaroni

Výraz "Yankee" se na americkém Jihu používal jako posměšné označení někoho ze Severu. Původ slova je pravděpodobně v příjmeních "Jan" a "Kees", četných v nizozemském New Yorku. Britové tak označovali rodáky ze Třinácti kolonií, kteří žili převážně zemědělstvím a v armádě vypadali spíše jako "křupani" než skuteční uniformovaní vojáci.
Přídomek "doodle" by se dal přeložit jako "ťulpas" či "hlupák" a vyjadřuje opět skutečnost, že tehdejší američtí osadníci byli povětšinou negramotní a nevzdělaní. Píseň Yankee Doodle pojednává právě o tom, jak hloupě vypadali Yankeeové v očích tehdejších pyšných Evropanů:
"Yankee Doodle went to town" - pro vidláky je občasná návštěva města vždy velkým dobrodružstvím.
"A-ridin' on a pony" - Předraz "a-", umisťovaný někdy slangově před anglická slovesa, pochází původně z gaelštiny. Verš se posmívá tomu, že sedláci nejezdili na žádných vzrostlých bílých hřebcích jako generálové, nýbrž na prostých pracovních zvířatech - v tomto případě na poníkovi.
"Stuck a feather in his hat" - vidlák chce vypadat podle vytříbené módy, a tak si do klobouku zastrčí pero.
"And called it macaroni" - Výrazem "macaroni" se v sedmdesátých letech 18. století v Anglii označovali lidé oblékající se podle velmi výstřední módy, často velmi pyšní a takříkajíc "světáci".
"Yankee Doodle, keep it up!" - "Yankee Doodle, jen tak dál!"
"Yankee Doodle dandy" - Slovo "dandy" opět označuje blázna a nafoukance.
"Mind the music and the step" - "Soustřeď se na hudbu a kroky" - narážka na to, že američtí sedláci neumějí tančit.
"And with the girls be handy!" - "A ať ti to vychází s děvčaty!" - odkazuje na jejich hrubé chování.